# Grand-Prix Triberg-Schwarzwald 2007
Il Grand-Prix Triberg-Schwarzwald 2007, quinta edizione della corsa, valido come evento del circuito UCI Europe Tour 2007 categoria 1.1, fu disputato il 9 giugno 2007 per un percorso di 139,2 km. Fu vinto dal croato Radoslav Rogina, al traguardo con il tempo di 3h 44' 36" alla media di 37,186 km/h.
Al traguardo 43 ciclisti portarono a termine il percorso.

## Ordine d'arrivo (Top 10)
| Pos. | Corridore         | Squadra        | Tempo    |
| ---- | ----------------- | -------------- | -------- |
| 1    | Radoslav Rogina   | Perutnina Ptuj | 3h44'36" |
| 2    | Matija Kvasina    | Perutnina Ptuj | s.t.     |
| 3    | Peter Velits      | Wiesenhof      | a 1'58"  |
| 4    | Markus Eibegger   | ELK Haus       | a 2'11"  |
| 5    | Sven Krauß        | Gerolsteiner   | s.t.     |
| 6    | Mitja Mahorič     | Perutnina Ptuj | s.t.     |
| 7    | Gerrit Glomser    | Volksbank      | s.t.     |
| 8    | Björn Papstein    | 3C-Lamonta     | s.t.     |
| 9    | Markus Zberg      | Gerolsteiner   | a 2'18"  |
| 10   | Tomasz Marczyński | Cer. Flaminia  | a 2'21"  |